# Gyllhögarna
Die Gyllhögarna sind vier große bronzezeitliche Grabhügel. Sie liegen in einer Reihe beim Hof Stora Kulladal südlich des Kirchspielortes Gylle und nordöstlich von Trelleborg in Schonen in Schweden.
Der größte hat etwa 27 m Durchmesser und ist 4,5 m hoch. Auf dem Hügel liegt ein Felsblock mit der Felsritzung einer Fußsohle. Auf einem weiteren liegen mehrere Steine – (wie auf dem Grabhügel im Aggebo Hegn). Zwischen dem zweiten und dritten Hügel befanden sich Reste eines Dolmens, die in der Vergangenheit aus der Senke ohne Untersuchung entfernt wurden. 1913 wurden westlich eines der Hügel 103 große Steine gefunden, die so tief lagen, dass sie überpflügt werden konnten.
Mit den Hügeln sind Legenden verbunden.

Gyllhögarna
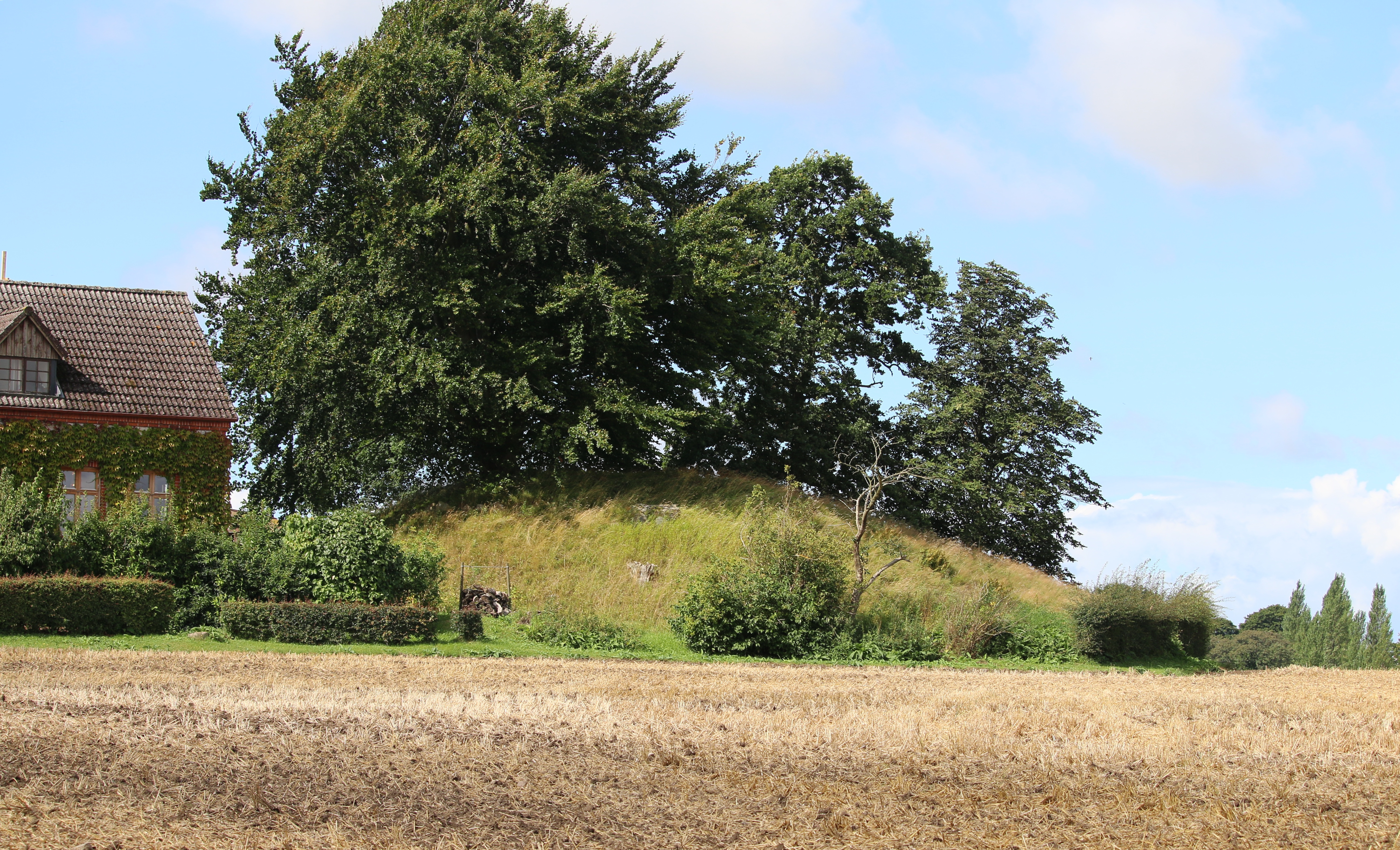
Hügel 1
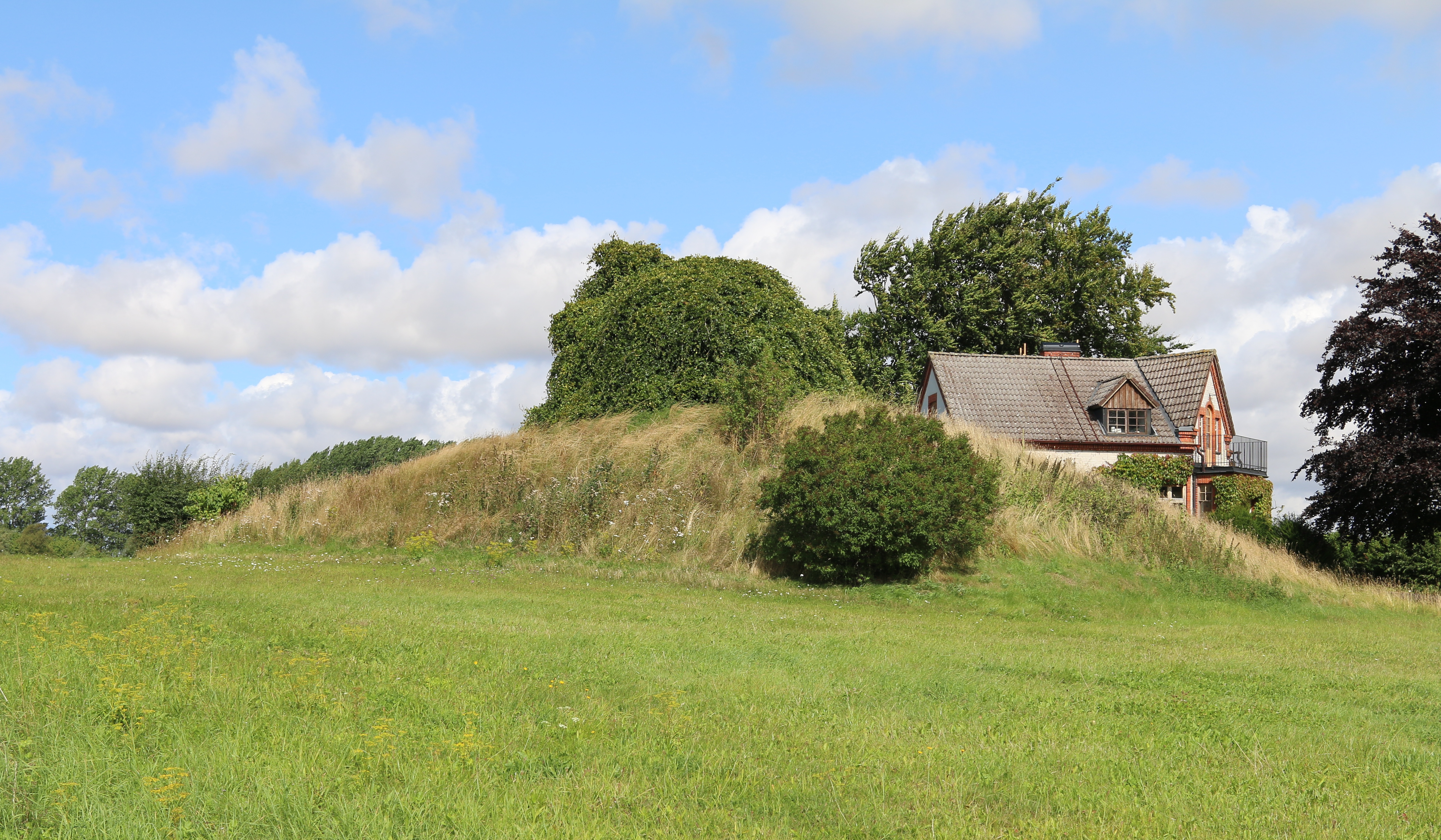
Hügel 2
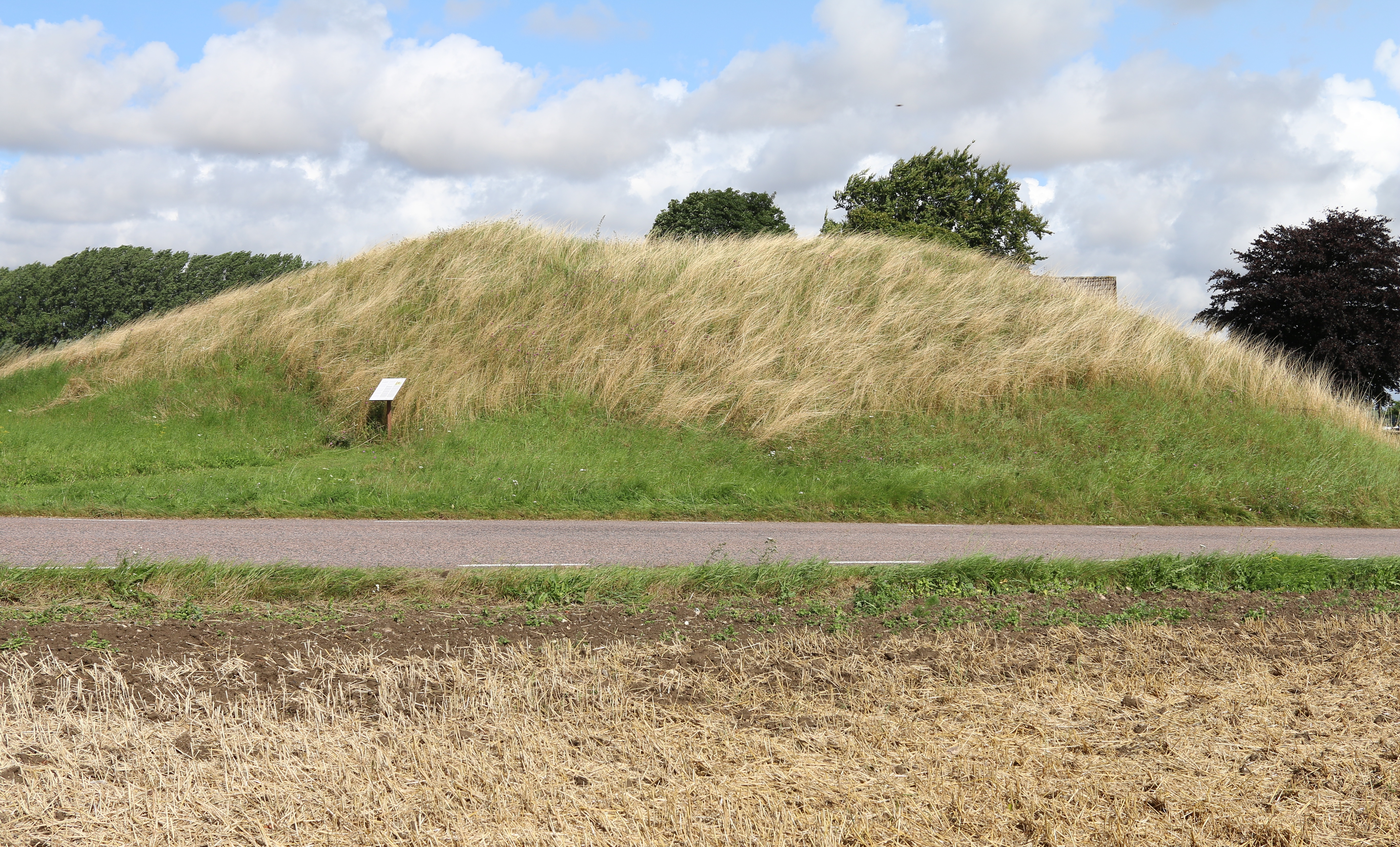
Hügel 3
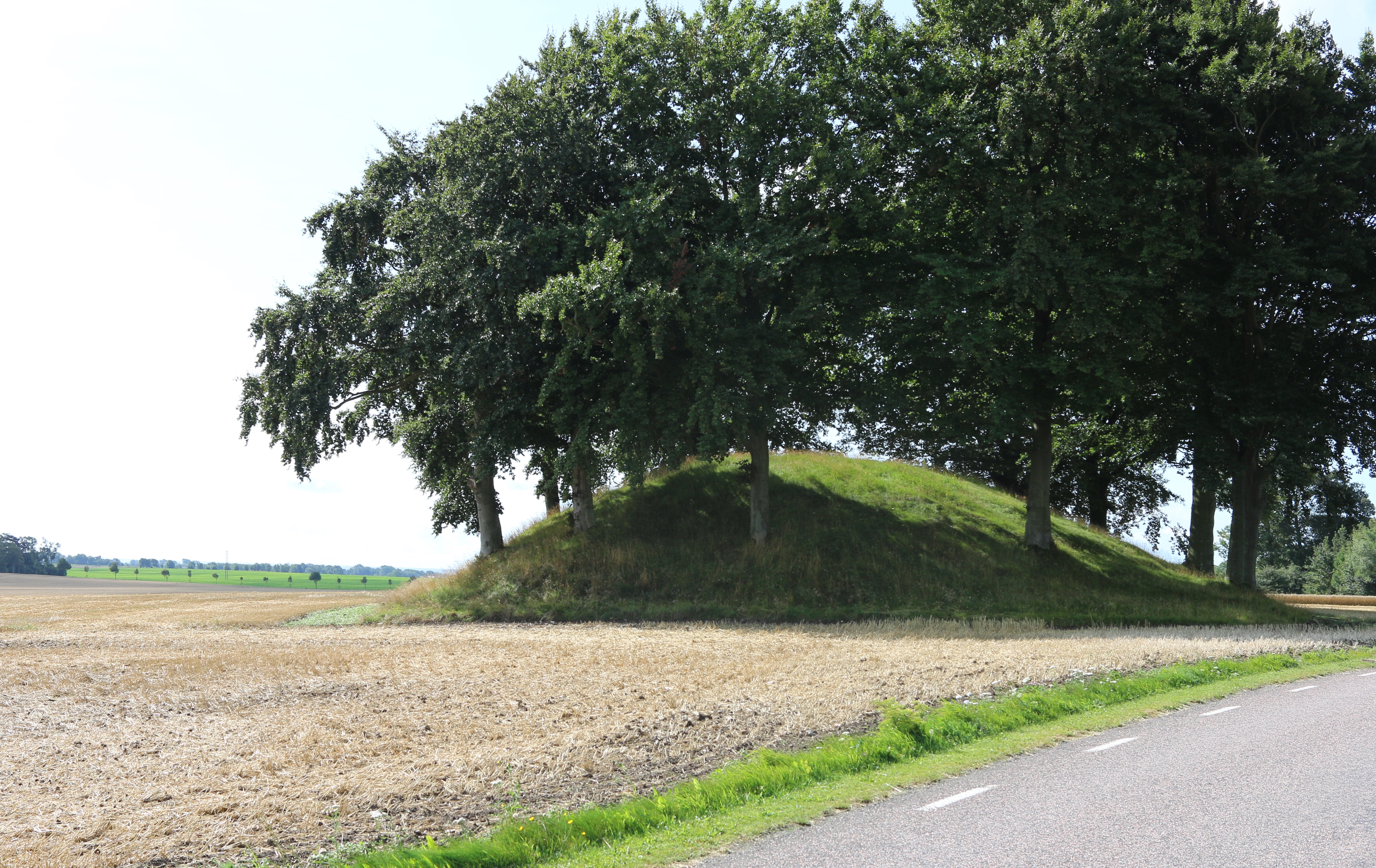
Hügel 4

In der Gemeinde Trelleborg liegen u. a. auch der Annarpshögen (Gylle 1-1), der Bonhög, der Brytestuhög (Hammarlöv 7-1) und die Josephs högar.